# Eurysticta reevesi
Eurysticta reevesi – gatunek ważki z rodziny Isostictidae. Znany tylko z miejsca typowego – wąwozu Torrens Creek w White Mountains National Park w Queenslandzie (północno-wschodnia Australia). Opisał go w 2001 roku Günther Theischinger w oparciu o dwa okazy samców odłowionych w kwietniu 2000 roku; samica nie została opisana.